# Monkey D. Luffy
Monkey D. Luffy (モンキー・D・ルフィ, Monkī D. Lufi) is een piraat en de hoofdpersoon in de anime en mangaserie One Piece, geschreven door Eiichiro Oda.

## Introductie
Luffy, ook wel bekend als Straw Hat Luffy, wil graag piratenkoning (Engels: the Pirate King) worden. Dankzij het eten van een duivelvrucht de 'gomu gomu no mi'( rubber rubber vrucht) is hij in het bezit van een gave die de mogelijkheid biedt om net zo elastisch te zijn als rubber, maar er ook toe leidt dat hij zoals elk persoon die een duivelvrucht eet, nooit meer zal kunnen zwemmen.
Tijdens zijn reis door heel de wereld gaat hij op zoek naar een bemanning en komt hij veel personages tegen die hem helpen bij zijn droom de bekendste piraat aller tijden te worden en de schat One Piece te vinden.
Eerst was Luffy een onbekende piraat, maar al snel heeft hij de hoogste premie van heel East Blue. Hij en zijn piratengroep, the Straw Hat Pirates, hebben de oorlog verklaard aan The World Government, een mondiaal regime dat een dubieuze rol speelt in het behoud van de wereldwijde vrede en veiligheid. Sindsdien wordt hij door hen gezien als een van de grootste bedreigingen voor de marine en de wereld.
Luffy is geinspireerd door Shanks, zijn rolmodel, waarvan hij zijn strooien hoed heeft gekregen. Hij heeft hem beloofd zijn strooien hoed terug te geven als hij de piraten koning is geworden.

## Uiterlijk
Luffy heeft zwart ruig haar, ronde zwarte ogen en een slank gespierd postuur. Hij staat bekend om zijn kenmerkende strohoed (waaraan hij zijn bijnaam "Straw Hat Luffy" heeft), die hem op jonge leeftijd werd uitgeleend door de legendarische piratenkapitein, "Red-haired" Shanks, die op zijn beurt ontving de vroegere Pirate King Gol D. Roger. Hij draagt als zijn standaard outfit een korte, blauwe broek met manchetten, sandalen en een mouwloos rood vest. Luffy heeft ook een litteken met twee hechtingen onder zijn linkeroog, die hij verdiende door een mes onder zijn oog te steken om Shanks te laten zien dat hij stoer was en niet bang voor pijn. Hij werd ernstig gewond door Akainu, een admiraal die voor de World Government werkt, een groot X-vormig litteken op zijn borst achterlatend.